# M102
La galassia M102 (nota anche come Oggetto Messier 102, Messier 102, o M102) è un oggetto Messier dalla natura controversa. Varie ipotesi sostengono che possa essere:
- una riosservazione accidentale della Galassia Girandola (una galassia a spirale nella costellazione dell'Orsa Maggiore);
- la Galassia Fuso, una galassia a spirale lenticolare nella costellazione del Drago, nota anche come NGC 5866;
- NGC 5879, una galassia vicina alla galassia Fuso, anche se non è brillante come quest'ultima;
- NGC 5928, una galassia di magnitudine apparente 14, che difficilmente sarebbe stata osservabile da parte dei compilatori del catalogo.

Nella versione più accreditata si ritiene che M102 sia un nuovo oggetto (la galassia Fuso) scoperto da Pierre Méchain, ma che Charles Messier abbia segnato erroneamente la sua posizione, facendola coincidere con quella di M101. Infatti i due oggetti sono separati da circa 5°, e Messier usava carte con griglie spaziate di 5°.